# Muziek in de oudheid

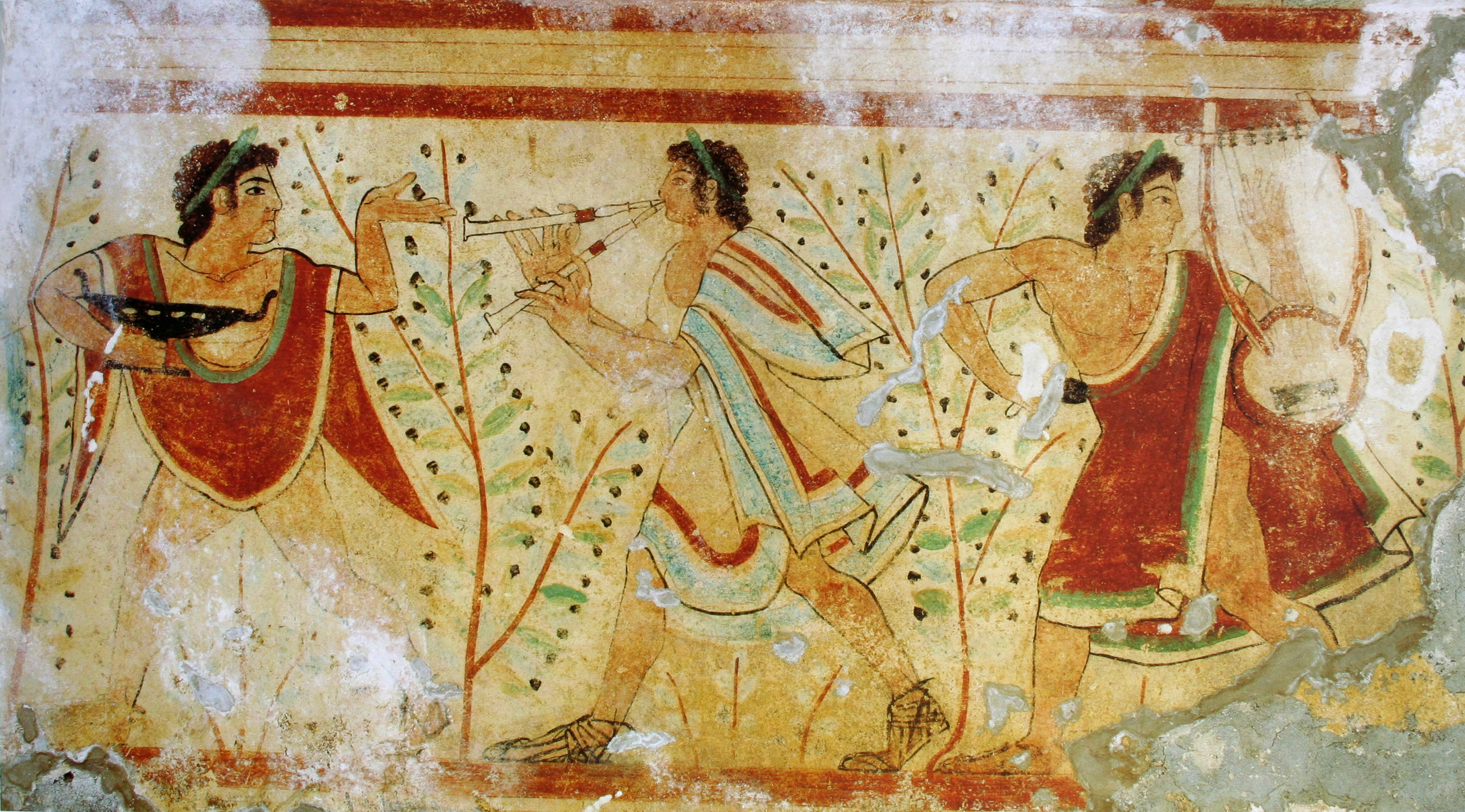
Etruskische musici uit Tarquinia

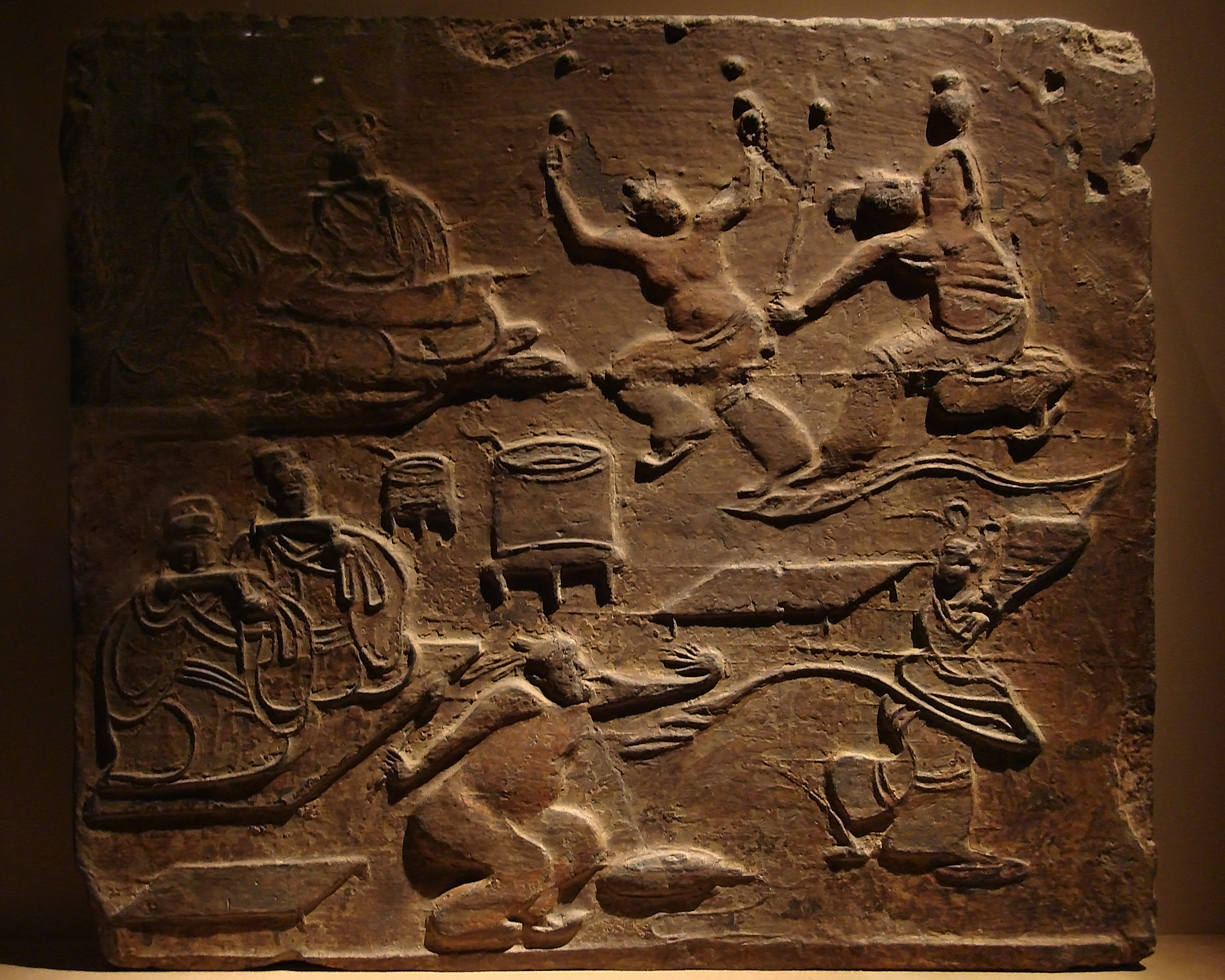
Muzikanten, Han-dynastie

In de muziektheorie wordt de oudheid de vroegste periode van de muziekgeschiedenis tot ongeveer 500 na Christus genoemd.

## Ontstaan van muziek
Er zijn historisch slechts weinig bronnen die het ontstaan van muziek duidelijk kunnen maken. Volgens het musicologisch onderzoek kan een theorie worden opgesteld die de vroegste muziek kan omschrijven. Daarbij wordt gekeken naar:
- welke periode van de geschiedenis aanwijzingen geeft voor het ontstaan van muziek
- welke graad van beschaving de toenmalige mensheid had
- waarom mensen muziek maakten
- waaruit de muziek bestond
- geven onderzoeken bij hedendaagse natuurvolkeren[2] een antwoord op deze vragen

Archeologische bronnen voor het ontstaan van muziek wijzen op het begin van de tweede helft van de laatste ijstijd in Europa, de periode van het Aurignacien tot aan het Magdalénien (Laatpaleolithicum, ca. 50.000-10.000 voor Christus). De eerste moderne mensen verspreidden zich toen over Europa. Het waren jagers, die in hutten en holen woonden, en wier kunstuitingen van magische aard waren, zoals grottekeningen en kleine voorwerpen. Uit deze tijd komen drie soorten instrumenten naar voren: fluiten van voetkootjes, fluiten met toongaten en fluiten gemaakt van holle beenderen. 
Op afbeeldingen uit die tijd zien we tovenaars met maskers en een muziekboog. Muziek werd als tovermiddel gebruikt, als ritueel, waarbij er nauwelijks verschil was tussen gezongen woorden of het produceren van klanken met snorrebotjes of muziekbogen. De oudste fluiten zouden hebben kunnen dienen als signaalinstrument. De sprong van primitieve signaalfluiten tot fluiten met gaten was groot, en wijst op het ontstaan van muziek als 'spel' met een magische werking. Alle volkeren op aarde hebben een vorm van muziekbeoefening. Er was waarschijnlijk geen duidelijk begin van muziek, maar het evolueerde gestaag vanuit experimenten, doelen en voortschrijdend inzicht, waarbij de mens zich steeds bewuster werd van de mogelijkheden van het gebruik van klank en taal in diverse georganiseerde vormen. Muziek was dus vanaf het begin min of meer geordend geluid, door de mens geproduceerd.

## Verschillende verklaringen

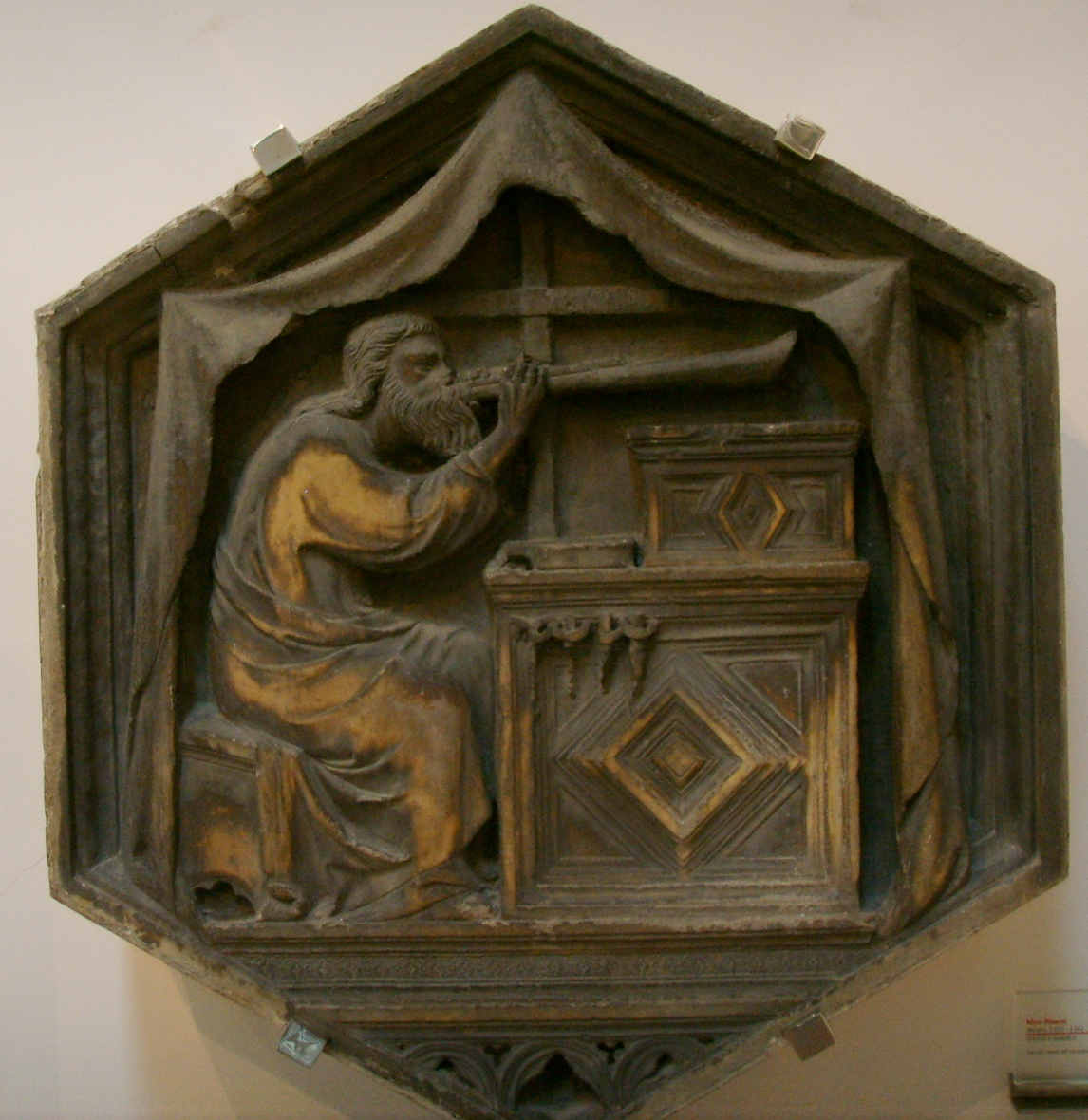
Jubal

In de periode van de oudheid tot de middeleeuwen werd getracht muziek te verklaren vanuit mythen. Muziek zou van goddelijke oorsprong aan de mens gegeven zijn. Zo wordt in het Bijbelboek Genesis wordt melding gemaakt van ene Jubal, die (als eerste) een vervaardiger was van muziekinstrumenten: hij was een vader van allen die fluit en citer bespelen.
Veel later werd het ontstaan van muziek meer vanuit een wetenschappelijk gezichtspunt verklaard. Zo dacht Charles Darwin dat muziek was ontstaan uit klanknabootsing van dierengeluiden zoals vogelzang. Jean-Jacques Rousseau verklaarde muziek vanuit fixering van geluiden als abstractie van de menselijke taal. Carl Stumpf stelt dat gezang ontstond uit spreken op hogere tonen of uit roepen. Andere verklaringen waren dat muziek voortkwam uit het arbeidsritme, waaruit ook de dans verklaard zou kunnen worden. Herbert Spencer beweerde dat muziek een uiting van emoties was. Ook werd beweerd dat muziek vanaf de babytijd al bestaat, omdat een kind vanaf zijn geboorte geluid maakt en ordent.

## Natuurvolkeren
Hoewel bestudering van het voorkomen van muziek bij natuurvolkeren niet rechtstreeks als een vroeg stadium van de ontwikkeling van de muziek kan worden gezien en daarmee in verband kan worden gebracht met de historische ontwikkeling van muziek zijn er wel overeenkomsten. 
Zo zijn er bij natuurvolkeren en muziek uit de oudheid vergelijkingen te maken die bijvoorbeeld betrekking hebben op het gebruik van eenvoudige instrumenten, en ook de functie van muziek als magische uiting is een overeenkomst. Muziek bij natuurvolkeren is vaak aan het lichaam gebonden: dans, klappen, meezingen, zich bewegen. De klank van de menselijke stem en instrumenten hebben mede als functie het 'bovennatuurlijke' tot uitdrukking te brengen.
De eenvoudigste motieven die in de muziek van veel natuurvolkeren voorkomt is de afwisseling van twee tonen (een secunde of terts), die zich steeds bewegen tussen spanning en ontspanning, stijgen en dalen. De hogere toon draagt vaak het accent en werkt daarmee als tooncentrum. Deze twee tonen overstijgen qua interval de omvang van 3 tonen niet. Dit zien we ook in veel kinderliedjes.
Melodiek bij veel natuurvolkeren kenmerkt zich door drie principes:
- Distantie (aaneenvoegen van secundeschreden in dalende richting)
- Consonantie (de neiging om de hoofdtonen samen te laten vallen)
- Vergroting van toonafstanden naar beneden toe ('zwaartekrachtregel', kleinere intervallen bij stijgende tonen en grotere bij dalende).

Door gevarieerde herhaling van een tweetonig motief en door het additieve principe wordt een melodie opgebouwd. Wanneer het motief getransponeerd wordt ontstaat melodiek met meer dan twee tonen, en is er grotere kans op een toon die als tooncentrum gaat werken. Voorbeelden zijn het 'trappenmelos' van Papoea's en Indianen. Als deze transposities vaak genoeg plaatsvinden ontstaat het omlijstende octaaf als ijkpunt van een tonaal centrum. Hierdoor wordt de tonale ruimte dus vergroot. Het consonantieprincipe werkt ook bij de kwint. Hierdoor, en door de aard van een toon met boventonen ontstond ook het drieklankprincipe, met grote en kleine tertsen. Melodiek gebaseerd op dit drieklankprincipe vindt men in de muziek van Noord-Amerikaanse indianen, Melanesiërs en Pygmeeën in Afrika en Azië. Drieklankmelodiek is verder ook in Europa al vroeg in de Middeleeuwen te vinden, naast pentatoniek en kerktoonsoorten.
Voorts dient opgemerkt te worden dat de verschillende natuurvolkeren zich in hun melodiek bijna niet onderscheiden door melodiek maar door de taal en bijbehorende klank van de stem.
Er worden drie hoofdtypen volkeren onderscheiden, elk met een overheersende soort muziek:
- Jagers, met muziek afkomstig van het vrije spraakritme, vaak onderbroken door roepen en schreeuwen, waarin weinig tonaal verband zit, en waarin metrum belangrijk is.
- Landbouwers, voornamelijk melodieuze en tonaal geordende muziek in afgeronde vormen. Vaak zien we een collectieve toon in de muziek en een balans tussen metrum en melodiek.
- Herdervolkeren hebben een soort muziek die tussen bovenstaande twee in zit.

Onderzoeker Curt Sachs onderscheidt twee bronnen voor het ontstaan van melodiek: de stem (logogene) en het geruis (pathogene melodiek). Uit deze twee vormen ontstond de door de melodie (melogene) gegenereerde melodiek in hogere cultuurvormen.
De ritmiek van natuurvolkeren biedt een grote verscheidenheid en variatie. Deels afkomstig uit de taal, deels uit de natuurlijke omstandigheden waarin de volkeren leven. Uit diverse metrische indeling komen al gauw vormen tevoorschijn als a1,a2,a3, en a,b of a,b,c, of a,b,a. Woord en muziek zijn vaak nauw verbonden. Zingen is vaak een spontane handeling, en improvisatie speelt een grote rol. Ook wordt muziek vaak van generatie op generatie als repertoire mondeling doorgegeven. Muziek heeft een symboolfunctie, om het reële bestaan te symboliseren in magische of goddelijke beginselen.
Bij de eenvoudigste natuurvolkeren zien we nauwelijks instrumenten. Het lichaam (klappen, stampen, klikken en dansen) zorgt voor ritme. Al snel worden echter ook deze klanken overgebracht op objecten, zoals stammen, stokken, speren, ratels en holle voorwerpen.
De bron van het muziekinstrument is dus het gebruik van 'gemeenschapswerktuigen': handgeklap, stampende dansers, het op elkaar slaan van staven of botten. De eerste instrumenten (zoals ook de fluiten, de bamboebuis, de muziekboog, trommels, xylofonen, pijpen, schelp- en dierenhoorntrompetten, worden door een individu bespeeld, en komen pas voor bij meer ontwikkelde volkeren. Bijkomend gevolg: er ontstaat een scheiding tussen uitvoerders en luisteraars, die later kan leiden tot het ontstaan van het beroep musicus.

## Begin van meerstemmigheid
In drie onafhankelijke gebieden is meerstemmigheid langs verschillende wegen ontstaan. Men onderscheidt:
- Polynesië, Melanesië, Indonesië, Achter-Indië en de Filipijnen.
- Het gebied van de Zuidelijke Kaukasus tot Europa
- Midden- en Zuid-Afrika

Het optreden van meerstemmigheid ontstond onder invloed van de grote en kleine terts als structuur- en toonschredeinterval in het melos. Dit is niet het geval bij secundeschreden, die bij veel natuurlijke meerstemmigheid dissonant klinken.
In de hoge culturen van Azië vormt meerstemmigheid geen overheersend stijlkenmerk, maar de Melanesiërs hebben vele vormen van meerstemmigheid ontwikkeld, zoals imitatie, canon, ostinate vormen, bourdon, polyfone twee- en driestemmigheid.
Buiten Europa bestaan veel van eenstemmigheid afgeleide vormen van meerstemmigheid, zoals de variantenheterofonie, waarbij de ene zanger afwijkt van de andere.
De heterofonie (het anders-zijn van een tweede stem, door er parallel aan te lopen) zien we vaak als variatie of omspeling, bijvoorbeeld ook in de Siamese en Javaanse orkestmuziek, die bestaat uit een gevarieerde grondmelodie. Vaak ontstaan parallelle lijnen in octaven of kwinten en kwarten bij deze vorm van muziek. Het zingen in parallellen (parallel organum) als homofone soort meerstemmigheid is oeroud, en zien we ook bij Afrikaanse natuurvolkeren, en op de Kaukasus en in de volksmuziek van IJsland.
Een andere vorm meerstemmigheid ontstaat uit de imitatie of nabootsing. De canon is daarmee tevens een van de oudste vormen van meerstemmigheid. Een voorbeeld is sommige muziek op het Polynesische Samoa. De canon komt ook voort uit begrippen als volgen en jagen.
Vrije imitaties treft men ook aan op de Salomonseilanden, Borneo en Vietnam. Daarbij liggen de thema's verder uit elkaar. Ook vindt men daar polyfonie door twee volkomen zelfstandige stemmen.
Bourdonmeerstemmigheid ontstaat uit het laten doorklinken van een lage stem op een toonhoogte waarbij een tweede stem melodieën zingt met wisselende toonhoogten. (Vergelijk de doedelzak.)
Primaire samenklanken ontstonden ook uit het gelijktijdig laten klinken van gongs of klokken. Veel gamelansamenklanken leidden ook tot pentatoniek.

## Oud-Egyptische muziek

### Muziek in de Egyptische samenleving
In het Oude Egypte speelden muziek en dans een belangrijke rol in de samenleving. De Egyptenaren beschouwden muziek als een manier om vreugde te bevorderen en om zorgen te vergeten. Bovendien diende muziek om godheden te eren: uit de Egyptische oudheid zijn diverse hymnen bewaard gebleven.
Muziek is waarschijnlijk gedurende de hele Egyptische oudheid van belang geweest. Het eerste directe bewijs hiervan stamt echter pas uit ongeveer 31e eeuw v.Chr., toen verschillende reliëfs met dansen werden aangebracht in onder andere tempels en tombes. Muziek kwam in alle sociale kringen voor en werd gespeeld in tempels, paleizen, werkplaatsen, boerderijen en zelfs op slagvelden. De muzikanten die in tempels speelden (meestal vrouwen, de zogenaamde shemayets) stonden het hoogst op de sociale ladder. Veel goede, getalenteerde artiesten werden uitgenodigd door de farao om aan het hof te werken en zij werden daarom ook zeer gerespecteerd. Zij die muziek maakten op feesten stonden iets lager in de maatschappij.
In het Oude Egypte waren het voornamelijk de slag- en snaarinstrumenten die gebruikt werden. De melodie werd voornamelijk gezongen. Instrumenten en handgeklap dienden als ritmische begeleiding. De crotales, de aulos (Grieks) en de harp waren toen zeer populaire instrumenten. Het geheel werd vaak gedirigeerd door een centraal persoon.
Uit de Egyptische oudheid zijn enkele reliëfs gevonden die lijken op een partituur, bestaande uit bolletjes van verschillende formaten. Tot op heden hebben musicologen deze mogelijke vorm van muzieknotatie echter nog niet ontcijferd en daarom kan men slechts gissen hoe de oud-Egyptische muziek geklonken heeft. Representatieve bewijzen, zoals de instrumenten die zijn gevonden en de reliëfs die in Egyptische gebouwen zijn aangetroffen, scheppen een redelijk beeld van de muziek in het Oude Egypte.

### Tempelmuziek
Tempelmuziek was vrij eentonig: er klonk een sistrum dat werd begeleid door de stem van zangers of zangeressen. De muziek die op feesten werd gespeeld bestond uit ensembles van instrumenten als de luit, percussie, fluit en kleppen, die begeleid werden door de stemmen van alle aanwezigen.

### Toonsysteem
De melodie in de Oud-Egyptische muziek was waarschijnlijk gebaseerd op een mineur pentatonische toonladder en bestond slechts uit hele toonafstanden, zoals kan worden opgemaakt uit het aantal gaten dat op de fluiten was aangebracht. Dit is echter niet met zekerheid te zeggen, aangezien oude Japanse fluitkunstenaars bewijzen dat het, door de fluit te hellen en de lippen te verplaatsen, theoretisch ook mogelijk is met zo’n fluit verhogingen en verlagingen te spelen. Het is natuurlijk de vraag of men deze techniek in het Oude Egypte kende.

### Instrumenten
De instrumenten die de Oude Egyptenaren gebruikten in hun muziek zijn in te delen in drie hoofdcategorieën: 
- blaasinstrumenten
- slaginstrumenten
- snaarinstrumenten

Blaasinstrumenten waren de eerste muziekinstrumenten die in de Egyptische muziek werden gebruikt. Aanvankelijk hadden ze de vorm van de (van oorsprong Griekse) aulos, een soort dubbele hobo. De aulos werd gebruikt sinds ongeveer de 28e eeuw v.Chr. en bestond uit twee delen, waarvan één deel korter was dan het andere, om zo verschillende tonen te kunnen creëren. Het langere gedeelte kon tevens gebruikt worden om akkoorden of lange noten te spelen, die onder de melodie doorklonken. Later in de Egyptische oudheid werden de twee delen van de aulos steeds vaker van elkaar gescheiden. Onder militairen en in het kader van de verering van goden als Ptah en Ra werden ook trompetten gebruikt, waarvan de trompetten van Toetanchamon een voorbeeld zijn. De trompet werd gebruikt sinds het Nieuwe Rijk.
In de 2e eeuw v.Chr. introduceerde Ktesibios uit Alexandrië het waterorgel, dat in de laatste eeuwen van de Egyptische oudheid steeds populairder werd.
Uit ritmische overwegingen was percussie, met in het bijzonder de idiofonen, in de Egyptische muziek een zeer populaire instrumentengroep. De goden Sekhmet en Bes worden alom geassocieerd met de percussie. De twee belangrijkste percussie-instrumenten uit de Egyptische oudheid waren de menat, een kleinere variant op de castagnetten, en het sistrum. Castagnetten waren in de mythologie opgedragen aan Hathor en het sistrum was in de Amarnaperiode vooral een middel om Aton te eren.
Het grote aantal idiofonen dat in de Egyptische oudheid werd gebruikt, naast het sistrum en de menat ook vaak instrumenten als kleppen en crotales, duidt erop dat ritme een belangrijk onderdeel was in de Egyptische muziek. Om dit ritme te handhaven werden niet alleen muziekinstrumenten, maar ook de handen aangegrepen. Leden van een orkest, maar ook het publiek, klapten in hun handen ter ondersteuning. Dit handengeklap was een vast onderdeel in veel liederen.
De derde en laatste instrumentengroep binnen de Oud-Egyptische muziek was de groep van de snaarinstrumenten. Sinds het Oude Rijk werden bogen uit de jacht gebruikt om harpen van te maken. Zulke harpen kregen aanvankelijk 8 tot 12 snaren die waren gemaakt uit de darmen van dieren (met een voorkeur voor katten of schapen). Zowel mannen als vrouwen konden de, vaak zeer fraaie en rijk versierde, harpen bespelen. In het Nieuwe Rijk werd er met de grootte en het aantal snaren steeds meer geëxperimenteerd, waardoor complexere liederen mogelijk waren.
De Egyptenaren waren waarschijnlijk de eersten die de luit gebruikten. Hun variant bestond uit een relatief kleine klankkast met zes of acht gaten daarin. De luit had twee tot vier snaren. De hals van de luit had veel weg van die van de moderne gitaar : de noten werd bepaald als de snaren werden ingedrukt op de plek waar zich een fret bevond.

## Antieke culturen in China en Nabije Oosten

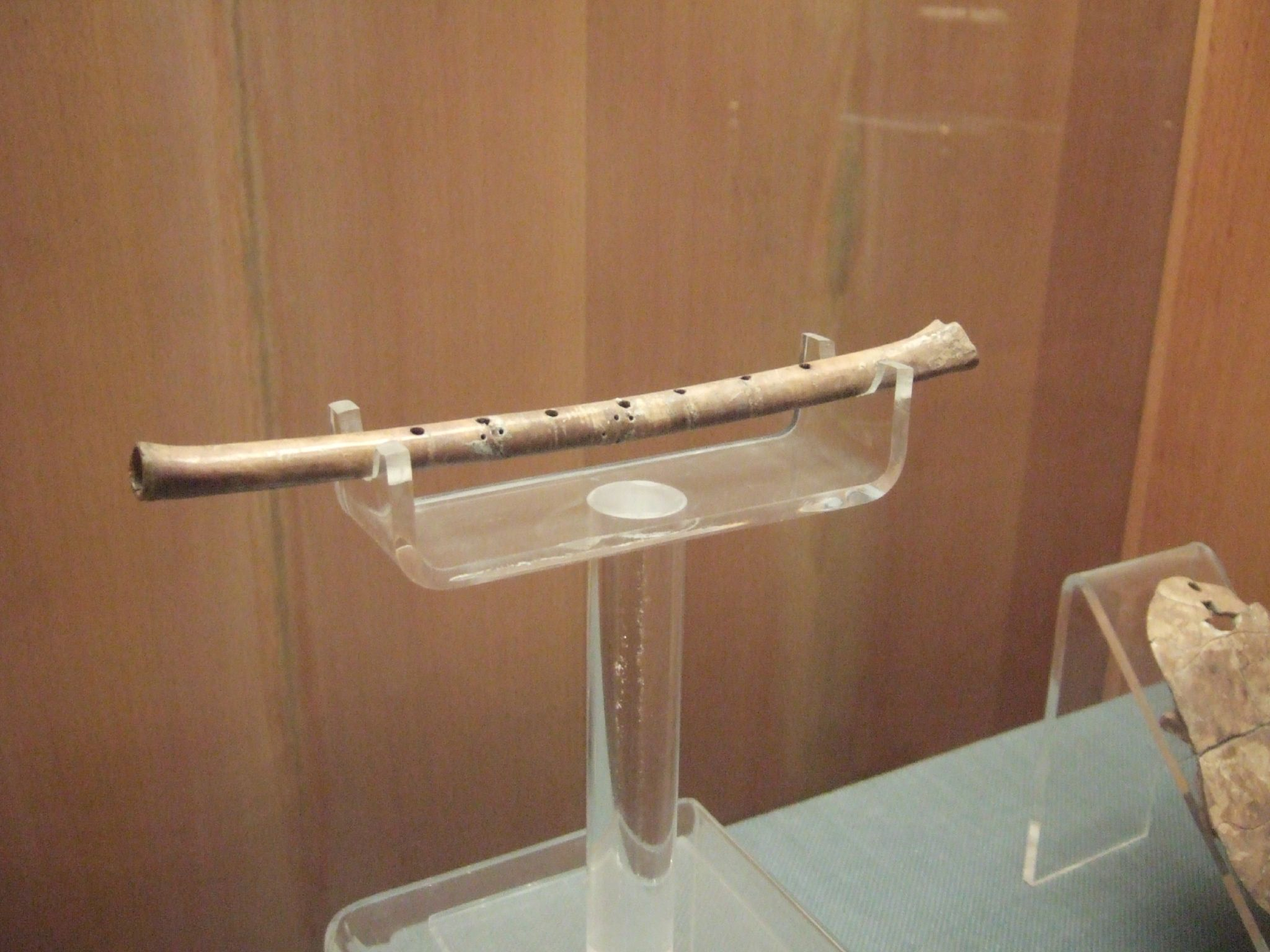
Een gudi fluit ontdekt in Jiahu, tentoongesteld in het Henan Museum.
De Jiahu gudi (贾湖骨笛) is het oudst bekende muziekinstrument uit China, en dateert van ongeveer 6000 voor Christus. Gudi betekent letterlijk 'benen fluit', en is gemaakt van het bot van een grote vogel.

### China
De Chinezen hadden van oudsher een muzieksysteem waarbij de tonen voortkomen uit een gemeenschappelijke grondtoon en bijbehorende boventonen. De grondtoon werd 3 eeuwen voor Christus bij decreet door de keizer vastgesteld op het fluitgeluid van een aan een zijde afgesloten buis met een lengte van ongeveer 23 cm. Door overblazen verkreeg men de boventonen.
Het systeem ging uit van 5 pentatonische tonen, die tevens het verband tussen de hele kosmos, de muziek, de mens en de natuur symboliseerden. Het is daarmee tevens de oudst bekende muzikale volledige kosmologische ordening. De eerste schriftelijke vastlegging van het systeem stamt echter uit de Han-dynastie (206 voor Christus - 220 na Christus).
De Chinese oertoonreeks bestaat uit de anhemitonische pentatonische reeks, ofwel geen kleine secundes, en komt overeen met de zwarte toetsen op een piano (fis, gis, aïs, cis, dis).
De rituele gezangen hebben een plechtstatig karakter en zijn geordend in symmetrische perioden, waarbij al gauw een vierdeling in frasering en metriek ontstond, die weer overeenkwam met de vier basiselementen aarde, water, vuur en lucht.
Li Ki zegt omstreeks 100 na Christus, dat muziek het 'richtsnoer voor hemel en aarde, het grondbeginsel van evenwicht en harmonie' moet zijn. Yin en yang. Muziek heeft een veelomvattende invloed op het menselijk gevoelsleven.
Een kosmologische visie op muziek wordt ongeveer gelijktijdig waargenomen in drie landen: China, Babylon en Egypte. Echter in China wordt de kunstvorm tot grote hoogte doorgevoerd, en blijven tradities vervolgens eeuwen heersen onder de verschillende dynastieën.

### Nabije Oosten en de rol van Mesopotamië
De belangrijkste periode in de muziekgeschiedenis van het Nabije Oosten loopt van ca. 3500 v.C. tot ca. 400, (globaal vanaf de vroege Bronstijd tot diep in de IJzertijd).
De muziek blijft aanvankelijk cultus-gebonden in de antieke hoogculturen, en evolueert pas later naar een esthetische uitdrukkingskunst. Dat er weinig van bekend gebleven is hangt samen met de traditie van mondelinge overlevering. Improvisatie speelde een belangrijke rol. Opmerkelijk is wel dat de manier waarop tegen muziek aangekeken wordt in de loop der tijd verandert, maar dat het instrumentarium relatief gelijk blijft gedurende langere periodes. Gezien de centrale ligging van Mesopotamië, heeft dit land grote invloed op de cultuur van de regio, waarin Egypte, Syrië, en Palestina liggen. Zo ook in de muziek, waar de Arabische stammen in het zuiden, de Hethieten, Phrygiërs, Feniciërs, Egyptenaren en Grieken in het westen, de Iraniërs en Indogermaanse stammen in het noorden, en de Aziatische stammen tot aan Indië toe in het oosten. Zo is verklaarbaar waarom muziekinstrumenten uit Mesopotamië in alle omringende streken voorkomen, hoewel ze van elkaar kunnen verschillen door lokale ontwikkeling. Het was normaal dat bij veroveringen de musici van de vijand gespaard bleven, waarbij men de muziek zelve ook als kostbaar en goddelijk goed overnam. Bronnen waaruit diverse bevindingen kunnen worden getrokken zijn van literaire aard (geschriften), maar ook afbeeldingen (op perkamentrollen, kleitabletten en steengravures) en vondsten van instrumenten.

#### Snaarinstrumenten
- De lier geldt als Soemerisch nationaal instrument, en wordt vanaf 400 v.C. frequent afgebeeld. Kostbare met goud en zilver en schelpen versierde instrumenten zijn gevonden in de koningsgraven van Ur I. De klankkast van deze grote lieren die op de grond moesten staan om bespeeld te worden, waren in de vorm van een stier gebouwd, als symbool van vruchtbaarheid[4]. Later wordt de vorm abstracter en meer ornamentiek, de stierenkop blijft echter als versiersel op de lier aanwezig. Deze lieren hadden 4 tot 7 snaren, de grotere tussen de 8 en 11. De snaren konden met stempennen gestemd worden en liepen via een brug naar de klankkast. Uit deze staande lier ontwikkelde zich de handlier, die gedragen kon worden. De vroegste afbeelding van een handlier stamt uit Babylon, 1800 v.C.
- Evenals de lier is ook de harp een in Soemerië ontwikkeld instrument. De harp bestond uit snaren die over een boog gespannen waren. Een ontwikkeling daaruit voortkomend was de haakharp, waar twee latten of botten met elkaar verbonden werden waartussen als in een winkelhaak snaren werden gespannen. Op afbeeldingen zijn harpen te zien met 4 tot 7 snaren. Mogelijkerwijze zouden er meer snaren op hebben kunnen zitten, vanwege beperkte weergavemogelijkheden (een 'lage resolutie') op de afbeeldingen.
- De luit (In het Soemerisch:Pantur, in het Grieks: pandura) is ook een klein muziekbooginstrument met snaren. De oorsprong ligt in Babylon. Afbeeldingen vanaf 2000 v.C. laten zien dat de lier vaak door een vrouw bespeeld werd. De Babylonische lier heeft dezelfde vorm als de Assyrische, een lange hals met grepenbord (vgl. de gitaarhals met fretten) , met 2 of 3 snaren, en een kleine klankkast in de vorm van een halve bol. Deze was vervaardigd van bijvoorbeeld een schildpaddenschild.

#### Blaasinstrumenten
- Fluiten (lange buis zonder mondstuk, soms met gaten)
- Dubbelschalmeien (2 tot 4 metalen buisjes zonder mondstuk, soms van zilver, met elk 4 klankgaten, gevonden in opgravingen bij UR I.)
- Trompetten (rechte taps uitlopende buizen, of horens, of schelpen) duiken pas op in Assyrië (Ninive). Deze werden vermoedelijk als signaalinstrumenten in het leger gebruikt.

#### Slaginstrumenten
Hiervan waren er zeer veel soorten: ratels, schellen, bellen, bronzen klokken, handcymbalen, ketelpauken, cilindrische trommels, tamboerijn, grote raamwerktrommels met vel bespannen.

#### De muziek
Van de muziek zelf is niet veel bekend. Op grond van de boringen van de gaten in fluiten gaat men uit van pentatonische en heptatonische muziek. Het oudst bekende gezang is geschreven in cuneiform, en dateert van 4000 jaar geleden uit Ur. Het werd ontcijferd door professor Anne Draffkorn Kilmer (University of California, Berkeley), en zij toonde aan dat het vanuit tertsharmonie gecomponeerd was, zoals de oude Engelse gymel, en ook gebruik maakte van de pythagorese stemming van de diatonische toonladder.
De Soemeriërs hadden reeds een kosmische opvatting, waarin het getal een grote rol speelde (verbanden met jaargetijden, seizoenen, planeten). Muziek was vermoedelijk ook gebaseerd op kosmologische verwantschappen of verering. Naast eenstemmigheid schijnt er een soort meerstemmigheid geweest te zijn. Lieren en harpen werden doorgaans met twee handen gespeeld, ook de dubbelschalmei, een Fenicische uitvinding, kon twee stemmen tegelijk vertolken. Op veel afbeeldingen zijn groepen musici te zien, wat suggereert dat er orkestjes waren.

## De muziek bij de Grieken

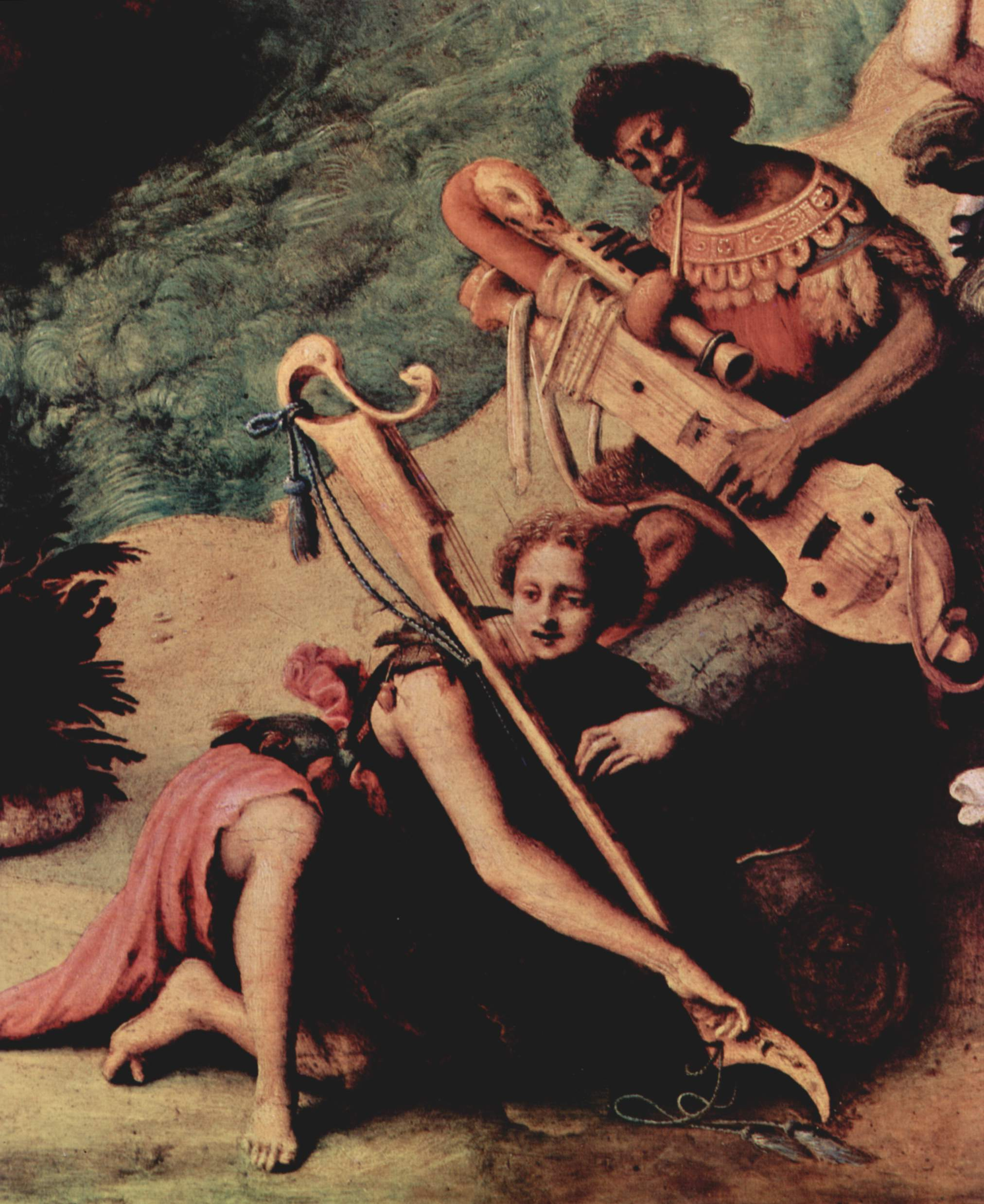
Uit ca. 1500, een detail van Piero di Cosimo's versie van Perseus die Andromeda redt. Ondanks het klassieke Griekse thema, zijn de instrumenten in handen van de musici een anachronisme. Het lijkt een imaginaire middeleeuwse combinatie van een getokkeld strijkinstrument en een voorloper van de fagot.

### Overzicht
Veel van wat de West-Europese cultuur betreft in termen van filosofie, wetenschap en kunst heeft zijn oorsprong in de cultuur van het oude Griekenland. Met muziek is het niet anders. Muziek speelde een grote rol in de levens van de oude Grieken en was haast alomtegenwoordig in de samenleving, van huwelijk tot begrafenis, de religieuze ceremonie, toneel, volksmuziek en het reciteren van grote epische gedichten als Homerus en anderen. Er zijn belangrijke fragmenten gevonden van genoteerde Griekse muziek en vele literaire toespelingen op muziek, zodat voor een behoorlijk gedeelte duidelijk is hoe de muziek gespeeld en geklonken moet hebben en welke rol muziek speelde in het maatschappelijk leven. Ook het belang van professionele musici verschijnt in de bronnen. Op afbeeldingen (op vazen bijvoorbeeld) staan vele taferelen van musici. Het woord muziek krijgt zelfs in deze cultuur zijn naam, van de muzen, de dochters van Zeus, die symbool staan als de godinnen van het creatieve en intelligente.

#### Muziek der sferen
Vaak wordt de term muziek der sferen gebruikt en Pythagoras en zijn volgelingen aangehaald, daar die de fundamenten van onze kennis over boventonen (hoe snaren en luchtkolommen trillen en hoe hun boventonen in verhouding tot elkaar staan) versterkten.
Belangrijk om te weten is dat de gehele studie van deze zaken bij de Grieken niet gericht was op het spelen van muziek, maar dat het een wiskundige en filosofische beschrijving betrof van hoe het universum in het algemeen werd waargenomen als een constructie die de wetmatigheden en kosmische harmonie (tussen zon, maan, en planeten) weerspiegelde. Mensen zongen en speelden echter instrumenten reeds lang voor Pythagoras, zonder veel besef dat er natuurkundige wetmatigheden of regels aan muziek en samenklanken ten grondslag lagen, en ook na Pythagoras veranderde dat niet veel.

#### Wetmatigheden
Zeker is dat op zijn minst veel muziek al de principes van Pythagoras in de praktijk volgden, met of zonder bewustzijn van diens formele kennis. Mensen schijnen van nature, haast universeel aanleg te hebben om consonantie van octaaf, kwint en kwart waar te nemen, en ze hoeven daarbij niet te weten dat de meetkundige verhoudingen daarvan 1:2, of 2:3 of 3:4 zijn. Derhalve heeft Pythagoras slechts een manier gevonden om deze natuurlijke harmonie in een wetmatigheid te formuleren. Echter, zodra de formele theorie bestond is deze zeker ook gebruikt en toegepast, en had hij gevolgen voor welke intervallen wel en niet gespeeld kunnen worden, en er ontstonden systemen waarin correctheid van progressies van toonhoogten en intervallen tot stijl, modus, of regel verheven werden. De resulterende toonladders werden modus genoemd, en werden cruciaal voor de verdere ontwikkeling van de West-Europese muziek.

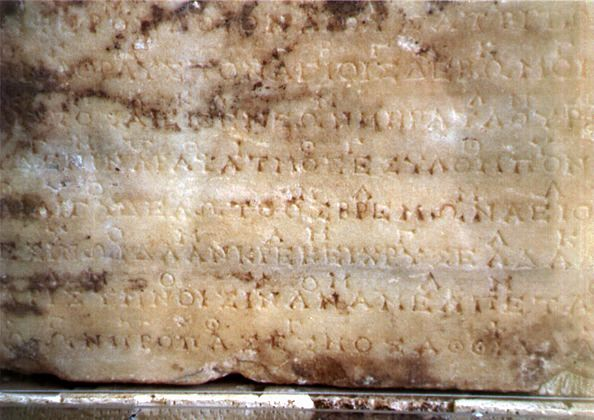
De originele Delphische Hymne uitgehakt in Grieks schrift

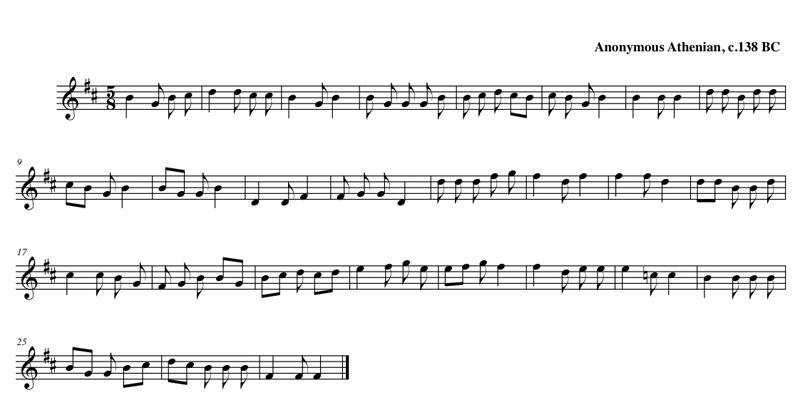
Delphische Hymne uitgewerkt in notenschrift

#### Magische kracht
De magische kracht van muziek was bij de Grieken net zo belangrijk als bij de Oosterse volkeren. Die muzisch-magische kracht werd in het dagelijks leven ook verondersteld, in bijvoorbeeld de genezing van het lichaam. Voorbeelden zijn de Jubelzangen voor Apollon, genezingsliederen die leken op Sjamaanse riten. Athenaeus van Naucratis veronderstelde circa 200 na Christus dat bijvoorbeeld mensen die last hadden van ischias door fluiten die in de frygische toonladder spelen, van hun kwaal verlost zouden worden. Aristoteles merkte op dat godsdienstwaanzinnigen met zorgvuldig gekozen melodieën tot zichzelf zouden kunnen komen. Dit soort geloof in de kracht van muziek verklaart mede waarom Thaletas, een componist uit Kreta, rond 650 voor Christus, aan de zijde van Lycurgus, de wetgever van Sparta schreed. Die Spartanen kregen van het orakel van Delphi het advies om de musicus Terpandrus te raadplegen omdat zijn muziek vrede zou oproepen.

#### Ethos
Plato riep in de 4e eeuw voor Christus op om de staat te grondvesten naar analogie van de ordening van muziek, net als Confucius honderd jaar eerder in China had gedaan. Hoewel strak aan muzikale tradities werd vastgehouden waren veel van de wetenschappelijk ingestelde Grieken niet steeds meer tevreden met die tradities, het geloof en de ondervinding. Er ontstond behoefte aan een doordacht systeem en een theorie van het ethos van de muziek, en dit systeem werd gebouwd naar model van de kosmologie van het Oosten: bepaalde melodiepatronen hingen samen met bepaalde planeten en daardoor ook met de ethische eigenschappen van de mens, zoals de majesteitelijkheid van Jupiter, de mannelijkheid van Mars, de vrouwelijkheid van Venus, de droefheid van Saturnus. Aristoteles zei in zijn Politeia: "Bij de muzikale modi verschilt de een van de ander, en wie ernaar luisteren, zullen door elk ervan geroerd worden. Enige ervan wekken droefenis, bijvoorbeeld de Mixolydische, andere verzwakken de geest, weer andere bewerken een rustige overtuigde houding, hetgeen men in het bijzonder kan zeggen van de Dorische, terwijl de Frygische geestdrift opwekt". Maar er was geen duidelijk eenstemmige consensus over deze indeling. Andere auteurs noemen juist de Dorische mannelijk en strijdlustig, enzovoorts.
De stelling dat deze Dorische, Frygische, Lydische en Mixolydische toonladders van elkaar afweken door de stemmingsinvloed, maar vooral door de intervalverdelingen, de afwisseling van hele en halve tonen, precies als bij onze kerktoonladders en ons majeur en mineur is niet geheel juist. De modale toonladders bestonden uit levenloze rangschikkingen, en hadden als zulke theoretische entiteiten geen betekenis voor het ethos. Veel waarschijnlijker is het dat bepaal de melodische patronen die weliswaar uit modaal materiaal waren opgebouwd, bepalend zijn geweest voor de ervaring van dat ethos, met andere woorden: waarschijnlijk hebben de Grieken iets gekend dat leek op de Indiase raga's en de Arabische maqams. Dus de Grieken moeten melodische patronen gekend hebben.

#### Muziekonderwijs

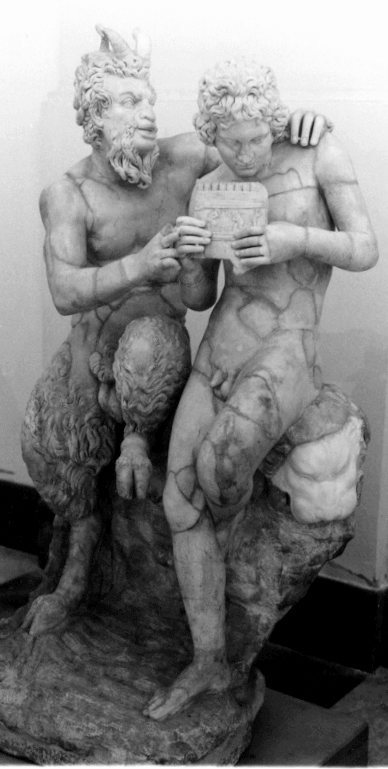
Pan die Daphnis les geeft op de fluit.
Kopie van een marmeren beeld door Heliodorus. Ca. 100 v.Chr., gevonden in Pompeii, uit de collectie van het Napels Archeologisch Museum, foto uit 1999

Bij de Grieken zat muziek, inclusief fluit- en lierspel, in het onderwijspakket, en het werd als een der belangrijkste vakken beschouwd. In Arcadië was muziekles verplicht tot het 30e levensjaar. Maar betrekkelijk weinig van de muziek werd door beroepsmusici uitgevoerd, en slechts de oude barden die de Homerische epossen voordroegen, zichzelf dikwijls instrumentaal begeleidend, werden als beroepsmusici gezien. Deze barden deden ook aan muziekwedstrijden, en werden doorgaans verwend, en reisden vaak van stad tot stad om op te treden.

#### Toepassingsgebieden
Muziek was ook onderdeel van het Drama, waarbij acteurs tevens zongen, reciteerden, en waarbij een koor van achtergrondacteurs commentaren zong. Deze praktijk van strofe, antistrofe, slotzangen en beurtzangen leidde later tot de bar-vorm AAB van de troubadours, Minnezangers en Meesterzangers.
Muziek was geheel onmisbaar bij plechtigheden, processies, orakelraadplegingen, bij feesten en in de huizen. De meeste muziek was vocaal, omdat de combinatie van tekst en muziek de muziek een duidelijke betekenis gaf. Plato vroeg zich bijvoorbeeld af wat een melodie of ritme zonder tekst zou kunnen betekenen. Hierdoor bleven de instrumenten, die hoofdzakelijk ter ondersteuning van de zang werden gebruikt, in een laag ontwikkelingsstadium steken. Pas na de gouden eeuw van Perikles werden de instrumenten sterk verbeterd en ontstond er belangstelling voor puur instrumentale muziek.

#### Structuur van de muziek
Omdat harmonie niet als zodanig gekend werd en meerstemmigheid vaak bijkomstig was, was de Griekse muziek in essentie melodisch en ritmisch gestructureerd, een geregelde opeenvolging van toonhoogten en tijdwaarden. Elk van deze elementen was sterk gerelateerd aan de dichterlijke versvoeten als jambe, dactylus, trochee, anapest. Vandaar dat componisten in die tijd zich nauwelijks bekommerden over notatie van de ritmiek, omdat die vanuit de tekst bekend verondersteld werd. En de volgorde van de tonen kwam overeen met de natuurlijke stembuiging van het Grieks: stijgend met een acutus, daarnaast de gravis voor meer dalende beweging, en de circumflexis, waar er rond dezelfde toonhoogte werd gesproken. Er waren voorts twee scholen die de muziektheorie uit die tijd gestalte gaven: de school die meer op het oor besliste, van Aristoxenos (rond de 4e eeuw voor Christus) en de school van meer mathematische benadering, van Ptolemaeus, rond de 2e eeuw na Christus. Doordat er veel verschillende opvattingen waren, ontstonden niet minder dan 8 verschillende soorten tertsen, zeven verschillende hele tonen, dertien kwarttonen, en negen microtonen. In de praktijk deed elke zanger wat hem het best scheen. De Grieken voelden zich ook vrij om twee tetrachorden aan elkaar te verbinden tot een diatonische toonladder. Een dergelijke overvloed aan theorie en praktijk was geen chaos, maar een poging te komen tot legalisatie van de meest toonaangevende stromingen.

#### Relatie met andere wetenschappen
Muziek werd onderdeel van studie voor zowel musici, als theoretici als filosofen, mathematici, geleerden en historici. Nieuwe onderzoeksterreinen als akoestiek, psychologie van de muziekervaring, trillingsfrequenties werden ontgonnen.

#### Historische bronnen
Van de Griekse muziek uit de oudheid zijn slechts 11 stukken hetzij op perkament hetzij op stenen gegraveerd, bewaard gebleven, waaronder 2 hymnen aan Apollo, 1 drinklied (Skolion), het Seikiloslied, geschreven door ene Seikilos in de 1e of 2e eeuw voor Christus, 3 plechtige hymnen van Mesomedes (2e eeuw na C.), de 1e Pythische ode van Pindarus (waarschijnlijk een vervalsing). Opmerkelijk is dat de meeste van de bewaard gebleven stukken vocaal waren, en dat het enige korte instrumentale stuk waarschijnlijk een oefening voor de lierspeler is geweest.

## Rome

Overzicht van het Romeinse Rijk

De Romeinen namen veel (vooral theoretische) kennis en gebruiken van de Grieken over. Niet enkel werd het Griekse godensysteem verromeinst, maar ook in dagelijkse zaken zijn veel erfenissen zichtbaar. Reeds voor de geboorte van Christus bijvoorbeeld was er sprake van de Ritus Graecus, de Griekse rite, en kenden de Romeinen een vereniging van Griekse zangers. Maar bovenal namen ze het theoretische systeem der Grieken over in de latere ontwikkeling. Tijdens de Romeinse tijd werden diverse militaire blaasinstrumenten ingevoerd van het type hoorn of trompet, het cornu, de lituus en de tuba.
Omdat het Romeinse Rijk zich over een groot gebied uitstrekte was er een voortdurende toevloed en uitwisseling van uitheemse stijlen, uit West- en Noord-Europa, uit Azië, uit Afrika en andere gebieden, zoals het gebied van de Etrusken.
In de hedendaagse Italiaanse liederen en volksmuziek zitten nog archaïsche tendensen, die teruggaan op deze Groot-Italiaanse en niet zozeer enkel op Griekse invloeden. De gezangen van de katholieke kerk groeiden ten tijde van het Romeinse Rijk op Italiaanse grond, en sluiten Italiaanse invloeden in zich. Echter is er bijna geen bron van de oude Italiaanse muzikale taal bekend. De vele uit de Griekse cultuur overgenomen terminologie die de Romeinen hanteerden kan derhalve niet steeds eenduidig worden uitgelegd wanneer men het over de Romeinse muziek heeft. Daarnaast lijkt het absurd om te veronderstellen dat gedurende meer dan 500 jaar van het Romeinse Rijk de Romeinen zelf louter op Griekse oude muziek zouden zijn teruggevallen. Gezien het peil waarop beschaving in het Romeinse Rijk opbloeide mag men veronderstellen dat ook de muziek zich verder ontwikkelde.
Dat zoveel nationale stijlen op een gegeven moment opgingen in een homogene katholieke stijl kwam doordat veel landen rondom het oostelijk deel van de Middellandse Zee een idioom kenden dat ondanks onderlinge verschillen toch veel overeenkomsten met elkaar vertoonde. Hoewel er weinig bekend is van oude gezangen, is wel bekend dat instrumentarium in verschillende landen werd gebruikt en uitgewisseld, zoals de opmerkelijke dubbelhobo's van de Perzen en Egyptenaren, die tevens in Rome werden gebruikt. Ook de 'lyra' die de Nubiërs in het Boven-Nijl gebied spelen op de wijze van de oude Grieken duizenden jaren eerder is een voorbeeld van zo'n kruisbestuiving. Het antifonaal zingen, met wisselkoren, werd aangetroffen in Mesopotamië, Libië en de Afrikaanse kustlanden. Ook dit element namen de Romeinen over, en geraakte later in de kerkmuziek verweven.
De invloed van de taal was ook groot: veel vocale muziek nam steeds meer de Latijnse, Romeinse dialecten over, zodat ook de Latijnse teksten, immers de officiële taal, over het hele Romeinse Rijk werden verspreid in de vroeg-christelijke muziek.

## Noord-Europa
Van oudsher hadden de niet-christelijke volkeren van Noord-Europa hun magische en bezwerende muziek. Aangezien er geen notaties zijn overgeleverd is er weinig van bekend. Wel zijn vondsten gedaan bij archeologische opgravingen, waarbij in zowel het Germaanse gebied, het Keltische gebied, en het Frankische gebied diverse instrumenten en afbeeldingen zijn gevonden. Hoogstwaarschijnlijk was muziek ter versterking van rituele handelingen bedoeld. Ook zou muziek een rol kunnen hebben gespeeld bij het dagelijks leven, als medium om sagen en legenden over te leveren aan jongere generaties. Het instrumentarium was eenvoudig: fluiten, harpjes en diverse trommels. Pas toen het Romeinse Rijk oprukte kwamen invloeden van de romeinse cultuur een groot deel van Europa binnen, echter de grootste invloed ontstond later, door de kerstening van de 'heidense' volkeren. Waarschijnlijk was voor die tijd veel muziek pentatonisch (wat nog terug te horen is in bijvoorbeeld Ierse volksmuziek), of diatonisch. Een instrument als de Schotse doedelzak zou zich in deze periode ontwikkeld hebben uit een varkensblaas met houten of benen pijpjes, waarop verschillende tonen gespeeld konden worden.
Hoewel er hoogstwaarschijnlijk veel niet-christelijke muziek bestond, die zelfs tot in de diverse volksmuziek van nu doordrong is er om twee redenen weinig bewaard gebleven: ten eerste de kerstening van Europa, ten tweede het ontbreken van notatiesystemen.